# Sénateurs d'Ottawa
Pour les articles homonymes, voir Sénateurs d'Ottawa (homonymie).
Les Sénateurs d'Ottawa, en anglais Ottawa Senators aussi connu sous le surnom de « Sens », sont une équipe professionnelle de hockey sur glace d'Amérique du Nord. L'équipe évolue dans la Ligue nationale de hockey (LNH) et s'aligne dans la division Atlantique de l'association de l'Est,, étant basée dans le quartier Kanata de la ville d'Ottawa, dans la province de l'Ontario, au Canada.
La franchise est fondée en 1992 et entre dans la LNH en même temps que le Lightning de Tampa Bay grâce à un repêchage d'expansion. Elle est la deuxième à utiliser ce nom, la première ayant existé de 1883 à 1934 et remporté onze fois la Coupe Stanley durant cette période.
Les Sénateurs jouent leurs matches à domicile au Centre Canadian Tire depuis 1996, année d'inauguration de ce dernier. Ils prennent part à leur première finale de Coupe Stanley en 2007, mais s'inclinent contre les Ducks d'Anaheim.

## Historique de la franchise

### Histoire

#### La première franchise

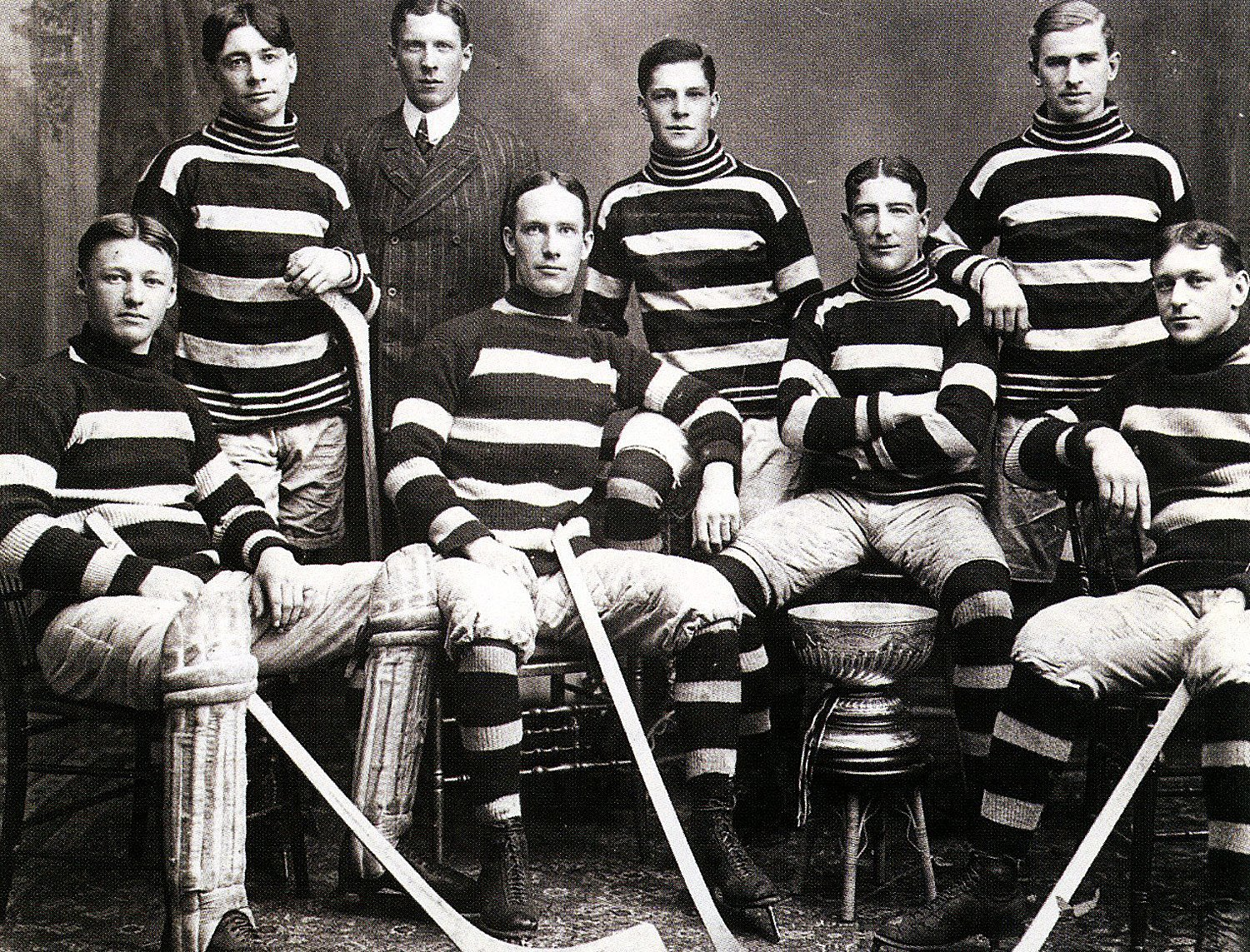
Les Silver Seven en 1905 avec la Coupe Stanley.

Bien avant la venue des Sénateurs dans la LNH en 1992, la ville d'Ottawa avait déjà adopté le hockey professionnel : les Silver Seven (surnom de l'équipe) a évolué au début des années 1900 dans le paysage du hockey d'Amérique du Nord. Les Sénateurs sont à la base de la création de la LNH en 1917 et y ont œuvré pendant plus de quinze ans avant d'être démantelés à la fin de la saison 1933-1934.
L'équipe a gagné à 11 reprises la Coupe Stanley : certaines fois cela fut à la suite de défis (1903, 1904, 1905, 1906, 1909, 1910 et 1911) et d'autres fois au terme de saisons de la LNH (1920, 1921, 1923 et 1927).

#### La franchise actuelle

##### Le renouveau de la franchise
Bruce Firestone est à l'origine du retour de la LNH à Ottawa et ce dès 1986. Quelque temps plus tard, il est rejoint par Rod Bryden qui s'occupe alors de trouver des investisseurs.
Lors de l'expansion de 1992 de la Ligue, les villes d'Ottawa et de Tampa (en Floride) se voient accorder une nouvelle franchise.
Mel Bridgman est nommé directeur général et Rick Bowness entraîneur. Au cours du repêchage d'expansion, Ken Hammond, Brad Shaw et Laurie Boschman font partie des sélectionnés et quelques jours plus tard, les Sénateurs font d'Alekseï Iachine leur premier choix au repêchage d'entrée dans la Ligue.

##### Les premières saisons décevantes
Devant 10 500 partisans au Civic Centre d'Ottawa, les Sens surprennent les Canadiens de Montréal 2 - 0 lors de leur match inaugural. La première de seulement dix victoires cette saison-là et à la conclusion de la saison, Randy Sexton succède à Bridgeman en tant que directeur général. Sexton repêche Alexandre Daigle au premier rang du repêchage de 1993 et Firestone décide alors de vendre ses parts à Bryden. Lors de cette deuxième saison, Iachine rejoint l'Amérique du Nord et Daigle connaît de bons débuts comme recrue cependant, les Sénateurs ne remportent que 14 matchs. Iachine se heurte à la direction des Sénateurs, après une autre saison où ils n'arrivent pas à se qualifier pour les séries éliminatoires en 1994-1995.
Par la suite, le nouveau premier choix des Sens du repêchage de 1995, Bryan Berard tout comme Iachine n'arrive pas à s'entendre avec la direction et il est échangé en tant que prospect aux Islanders de New York. Alekseï Iachine décide alors de faire ses bagages et retourne jouer en Russie pour le Dynamo Moscou, ce qui ne laisse rien présager de bon pour la saison 1995-1996.

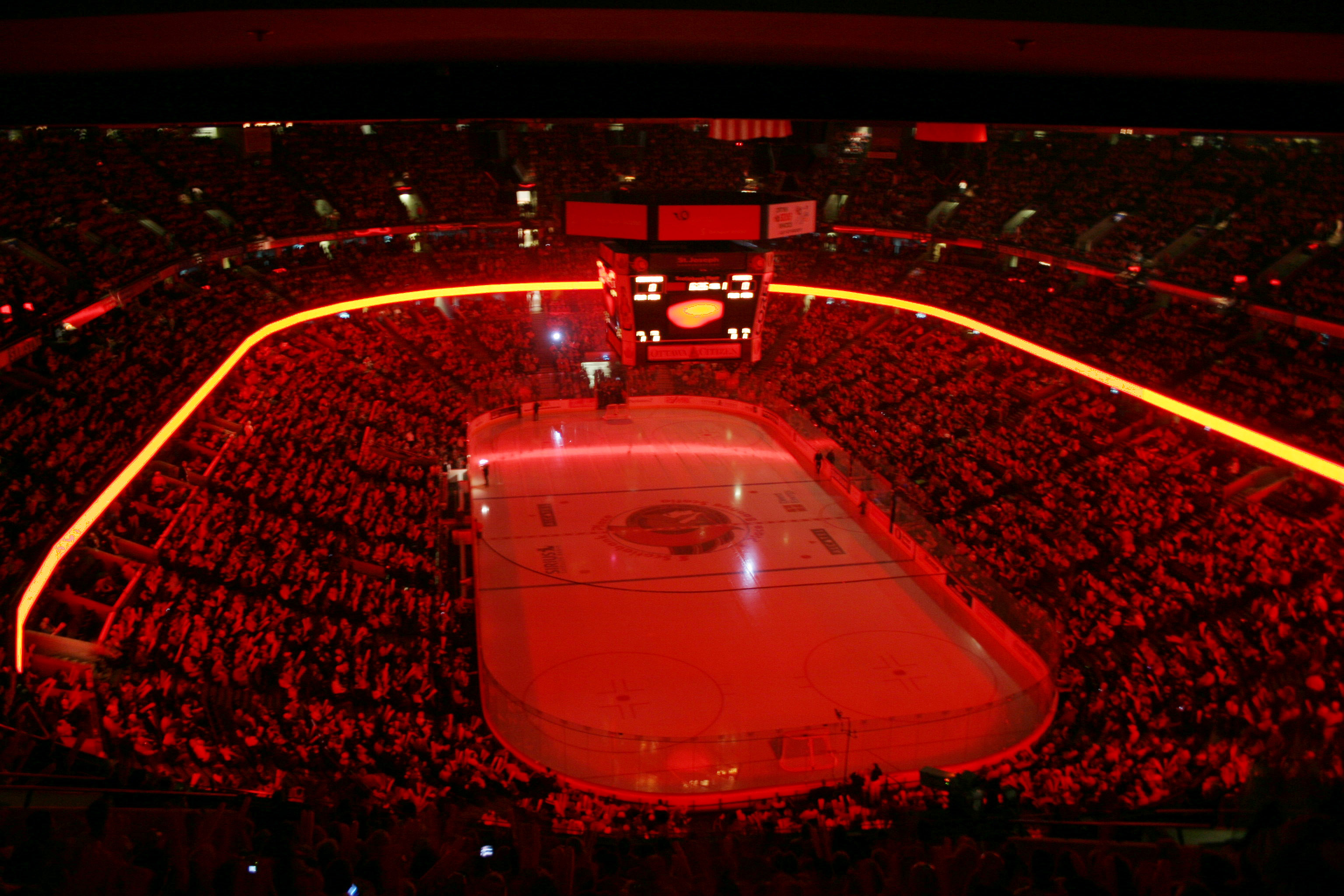
Le Centre Canadian Tire, antre des Sénateurs.

Le 15 janvier, les Sens changent de patinoire et vont alors évoluer dans la Centre Canadian Tire, initialement appelée Le Palladium. Le premier match dans l'édifice est joué devant une foule à guichets fermés contre les Canadiens de Montréal. Bryden invite le fondateur des Sénateurs, Firestone, à participer à la cérémonie de mise au jeu. Le commissaire de la Ligue Gary Bettman est présent et la galerie de presse est consacrée au regretté commentateur sportif d'Ottawa Brian Smith. Le Canadien bat les Sénateurs 3 buts à 0. Un mois plus tard la corporation Corel, une compagnie de logiciel d'Ottawa, signe un contrat de 20 ans pour les droits d'appellation de l'édifice.
Bowness est alors remplacé par Dave Allison, et peu de temps après, Sexton est également remplacé par Pierre Gauthier qui parvient à faire revenir Iachine et remplace ensuite Allison par Jacques Martin. Peu de temps après, il conclut un échange à trois équipes permettant de faire venir Wade Redden et Damian Rhodes. À la conclusion de la saison, les Sens démontrent quelques signes encourageants sous la gouverne de Jacques Martin et Daniel Alfredsson remporte le trophée Calder de la meilleure recrue, malgré la dernière place des Sénateurs au classement général.
Les Sénateurs repêchent alors Chris Phillips en première ronde du repêchage de 1996 et faisaient signer Ron Tugnutt en tant qu'agent libre.

##### Les premières participations aux séries
C'est finalement en 1996-1997 que les Sénateurs accèdent aux séries pour la première fois, à la suite d'une saison de 77 points. Malheureusement pour eux, ils s'inclinent en sept matchs face aux Sabres de Buffalo au premier tour. La saison suivante, le décevant Alexandre Daigle est échangé aux Flyers de Philadelphie en retour de Pat Falloon et de Václav Prospal. Les Sens récoltent alors 83 points et parviennent à passer le premier tour des séries de leur histoire en battant les Devils du New Jersey.
En 1998-1999, Marián Hossa fait ses débuts avec l'équipe alors que Pierre Gauthier abandonne son poste de directeur général. Il est remplacé par Rick Dudley. Malgré une superbe saison de 103 points, Ottawa est éliminé une nouvelle fois par les Sabres au premier tour et en quatre matchs.
La saison suivante, Iachine mécontent du niveau de l'équipe décide de repartir pour la saison en Russie. Radek Bonk, Hossa et Alfredsson mènent alors l'équipe vers une autre excellente saison, mais les Maple Leafs de Toronto écrasent les espoirs des Sens au premier tour. Les Maple Leafs deviennent la bête noire des Sens en les éliminant au cours des quatre saisons qui suivent.
Iachine revient dans l'équipe en 2000-2001 mais son aura a diminué et il n'est plus écouté comme avant. Finalement après une saison de 109 points et une élimination au premier tour, il prend la direction des Islanders de New York en retour de leur premier choix lors du futur repêchage de 2001 et du défenseur Zdeno Chára. Les Sénateurs choisissent Jason Spezza et il est associé à Martin Havlát.
Les années passent et se ressemblent pour les Sénateurs avec des brillantes saisons régulières mais des séries éliminatoires très courtes.
La seule exception est la saison 2002-2003 où Ottawa passe à un cheveu d'accéder à la finale de la Coupe Stanley en perdant au 7e match de la finale de conférence de l'Est 3-2 contre les Devils du New Jersey.
Après une autre élimination contre les Maple Leafs en 2003-2004, Jacques Martin est remercié, Radek Bonk expédié à Los Angeles contre un choix de troisième tour au repêchage et le gardien numéro un, Patrick Lalime, rejoint les Blues de Saint-Louis en retour d'un choix de quatrième tour. À l'aube de la saison 2004-2005, Bryan Murray est nommé entraîneur et le gardien Dominik Hašek signe en tant qu'agent libre.
Les séries éliminatoires de 2007 ont commencé par une élimination en cinq parties des Penguins de Pittsburgh pour ensuite battre les Devils du New Jersey sur le même nombre de matchs. Ils ont éliminé les Sabres de Buffalo en finale de conférence par la marque de 4-1 et accèderont pour la première fois dans l'histoire de la franchise à la finale de la Coupe Stanley contre les Ducks d'Anaheim. Ils perdent cependant la série 4-1 et Daniel Alfredsson voit son rêve de devenir le premier capitaine européen à soulever la fameuse coupe s'effondrer.

### L'affaire Emery: une après finale difficile
Ray Emery, gardien de but ayant joué pour les Sénateurs de 2002 à 2008, a été impliqué dans un accident d'auto avant un match éliminatoire contre les Devils du New Jersey au printemps 2007. Il a de plus raté l'avion à deux reprises et est arrivé deux fois en retard à l'entraînement de l'équipe. Il est mis à l'amende par les Sénateurs le 29 janvier 2008. L'équipe doit se battre à la fin de la saison 2007-2008 pour participer aux séries de fin de saison après pourtant un bon début de saison. Les performances d'Emery étant jugé peu satisfaisantes, Ottawa le soumet au ballotage le 19 juin 2008 après avoir acheté le reste de son contrat de trois ans. Aucune équipe ne le réclame et il devient agent libre. Il décide alors de continuer sa carrière en Europe avec l'Atlant Mytichtchi.

## Identité de l'équipe

### Logos

Logo de 1997 à 2007
Logo de 2007 à 2020
Logo actuel
Logo alternatif

### Patinoire
Les Sénateurs évoluent dans le Centre Canadian Tire depuis 1996 qui peut accueillir 19 153 spectateurs lors de leurs matchs. Auparavant, ils évoluaient dans l'Ottawa Civic Centre.

### Mascotte
La mascotte des Sénateurs est un lion prénommé Spartacat.

## Les joueurs

### Effectif actuel
| No    | Nom                  | Nat. | Position      | Arrivée                        | Salaire        |
| ----- | -------------------- | ---- | ------------- | ------------------------------ | -------------- |
| +031, | Anton Forsberg       |      | Gardien       | 2021 - Ballottage              | +02 750 000, $ |
| +033, | Cameron Talbot       |      | Gardien       | 2022 - Wild du Minnesota       | +03 666 667, $ |
| +050, | Dylan Ferguson       |      | Gardien       | 2023 - Agent libre             | +00750 000, $  |
| +040, | Mads Sogaard         |      | Gardien       | 2019 - Repêchage               | +00925 000, $  |
| +070, | Kevin Mandolese      |      | Gardien       | 2018 - Repêchage               | +00835 000, $  |
| +002, | Artiom Zoub          |      | Défenseur     | 2020 - Agent libre             | +02 500 000, $ |
| +005, | Nick Holden          |      | Défenseur     | 2021 - Golden Knights de Vegas | +01 700 000, $ |
| +006, | Jakob Chychrun       |      | Défenseur     | 2023 - Coyotes de l'Arizona    | +04 600 000, $ |
| +023, | Travis Hamonic       |      | Défenseur     | 2022 - Canucks de Vancouver    | +03 000 000, $ |
| +024, | Jacob Bernard-Docker |      | Défenseur     | 2018 - Repêchage               | +00925 000, $  |
| +026, | Erik Brännström      |      | Défenseur     | 2019 - Golden Knights de Vegas | +00900 000, $  |
| +032, | Jacob Larsson        |      | Défenseur     | 2022 - Agent libre             | +00750 000, $  |
| +072, | Thomas Chabot – A    |      | Défenseur     | 2015 - Repêchage               | +08 000 000, $ |
| +085, | Jake Sanderson       |      | Défenseur     | 2020 - Repêchage               | +00925 000, $  |
| +007, | Brady Tkachuk – C    |      | Ailier gauche | 2018 - Repêchage               | +08 205 714, $ |
| +009, | Josh Norris          |      | Centre        | 2018 - Sharks de San José      | +07 950 000, $ |
| +010, | Alex Formenton       |      | Ailier gauche | 2017 - Repêchage               | +00747 500, $  |
| +012, | Alex DeBrincat       |      | Ailier gauche | 2022 - Blackhawks de Chicago   | +06 400 000, $ |
| +038, | Patrick Brown        |      | Centre        | 2023 - Flyers de Philadelphie  | +00750 000, $  |
| +017, | Ridly Greig          |      | Centre        | 2020 - Repêchage               | +00863 333, $  |
| +077, | Julien Gauthier      |      | Ailier droit  | 2023 - Rangers de New York     | +00800 000, $  |
| +016, | Austin Watson        |      | Ailier gauche | 2020 - Predators de Nashville  | +01 500 000, $ |
| +018, | Tim Stützle          |      | Ailier gauche | 2020 - Repêchage               | +00925 000, $  |
| +019, | Drake Batherson      |      | Ailier droit  | 2017 - Repêchage               | +04 975 000, $ |
| +021, | Mathieu Joseph       |      | Ailier droit  | 2022 - Lightning de Tampa Bay  | +02 950 000, $ |
| +027, | Dylan Gambrell       |      | Centre        | 2021 - Sharks de San José      | +00950 000, $  |
| +028, | Claude Giroux – A    |      | Ailier droit  | 2022 - Agent libre             | +06 500 000, $ |
| +045, | Parker Kelly         |      | Ailier gauche | 2021 - Agent libre             | +00762 500, $  |
| +047, | Mark Kastelic        |      | Centre        | 2019 - Repêchage               | +00821 667, $  |
| +057, | Shane Pinto          |      | Centre        | 2019 - Repêchage               | +00925 000, $  |
| +061, | Derick Brassard      |      | Centre        | 2022 - Agent libre             | +00750 000, $  |

### Numéros retirés
À l'heure actuelle, quatre anciens joueurs des Sénateurs ont vu leur numéro retirés.
| No  | Joueur            | Position     | Carrière  | Date du retrait  |
| --- | ----------------- | ------------ | --------- | ---------------- |
| 4   | Chris Phillips    | Défenseur    | 1997-2016 | 18 février 2020  |
| 8   | Francis Finnigan  | Ailier droit | 1924-1937 | 8 octobre 1992   |
| 11  | Daniel Alfredsson | Ailier droit | 1992-2014 | 29 décembre 2016 |
| 25  | Chris Neil        | Ailier droit | 2001-2017 | 17 février 2023  |
| 99* | Wayne Gretzky     | Centre       | 1978-1999 | 6 février 2000   |

* Numéro retiré pour toutes les équipes par la LNH lors du 50e Match des étoiles.

### Capitaines de l'histoire des Sénateurs
| Période     | Nom du ou des joueurs                    |
| ----------- | ---------------------------------------- |
| 1992-1993   | Lawrence Boschman                        |
| 1993-1994   | Bradley Shaw, Mark Lamb et Gordon Dineen |
| 1994-1995   | aucun                                    |
| 1995-1998   | Randy Cunneyworth                        |
| 1998-1999   | Alekseï Iachine                          |
| 1999-2013   | Daniel Alfredsson                        |
| 2013-2014   | Jason Spezza                             |
| 2015-2018   | Erik Karlsson                            |
| 2018-2021   | aucun                                    |
| Depuis 2021 | Braeden Tkachuk                          |

### Choix de premier tour
Chaque année et depuis 1963, les joueurs des ligues juniors ont la possibilité de signer des contrats avec les franchises de la LNH. Cette section présente les joueurs qui ont été choisis par les Sénateurs lors du premier tour. Ces choix peuvent être échangés et ainsi, une année les Sénateurs peuvent très bien ne pas avoir eu de choix du premier tour ou à l'inverse, en avoir plusieurs.
| Année | Nat                     | Joueur               | Choix        | Équipe junior                      |
| ----- | ----------------------- | -------------------- | ------------ | ---------------------------------- |
| 1992  | Drapeau de la Russie    | Alekseï Iachine      | 2e au total  | HC Dynamo Moscou (Superliga)       |
| 1993  | Drapeau du Canada       | Alexandre Daigle     | 1er au total | Tigres de Victoriaville (LHJMQ)    |
| 1994  | Drapeau de la Tchéquie  | Radek Bonk           | 3e au total  | Thunder de Las Vegas (LIH)         |
| 1995  | Drapeau des États-Unis  | Bryan Berard         | 1er au total | Red Wings Junior de Détroit (LHO)  |
| 1996  | Drapeau du Canada       | Chris Phillips       | 1er au total | Raiders de Prince Albert (LHOu)    |
| 1997  | Drapeau de la Slovaquie | Marián Hossa         | 12e au total | HC Dukla Trencin (Extraliga Slov.) |
| 1998  | Drapeau du Canada       | Mathieu Chouinard    | 15e au total | Cataractes de Shawinigan (LHJMQ)   |
| 1999  | Drapeau de la Tchéquie  | Martin Havlát        | 26e au total | HC Ocelari Trinec (Extraliga)      |
| 2000  | Drapeau de la Russie    | Anton Voltchenkov    | 21e au total | HK CSKA Moscou (Vyschaïa Liga)     |
| 2001  | Drapeau du Canada       | Jason Spezza         | 2e au total  | Spitfires de Windsor (LHO)         |
| 2001  | Drapeau des États-Unis  | Tim Gleason          | 23e au total | Spitfires de Windsor (LHO)         |
| 2002  | Drapeau de la Tchéquie  | Jakub Klepiš         | 16e au total | Winterhawks de Portland (LHOu)     |
| 2003  | Drapeau du Canada       | Patrick Eaves        | 29e au total | Boston College (H-East)            |
| 2004  | Drapeau de la Slovaquie | Andrej Meszároš      | 23e au total | HC Dukla Trencin (Extraliga Slov.) |
| 2005  | Drapeau des États-Unis  | Brian Lee            | 9e au total  | Stars de Lincoln (USHL)            |
| 2006  | Drapeau des États-Unis  | Nick Foligno         | 28e au total | Wolves de Sudbury (LHO)            |
| 2007  | Drapeau des États-Unis  | Jim O'Brien          | 29e au total | Golden Gophers du Minnesota (NCAA) |
| 2008  | Drapeau de la Suède     | Erik Karlsson        | 15e au total | Frolunda HC (Elitserien)           |
| 2009  | Drapeau du Canada       | Jared Cowen          | 9e au total  | Chiefs de Spokane (LHOu)           |
| 2010  | Aucun                   | Aucun                | Aucun        | Aucun                              |
| 2011  | Drapeau de la Suède     | Mika Zibanejad       | 6e au total  | Djurgardens IF (Elitserien)        |
| 2011  | Drapeau des États-Unis  | Stefan Noesen        | 21e au total | Whalers de Plymouth (LHO)          |
| 2011  | Drapeau du Canada       | Matt Puempel         | 24e au total | Petes de Peterborough (LHO)        |
| 2012  | Drapeau du Canada       | Cody Ceci            | 15e au total | 67 d'Ottawa (LHO)                  |
| 2013  | Drapeau du Canada       | Curtis Lazar         | 17e au total | Oil Kings d'Edmonton (LHOu)        |
| 2014  | Aucun                   | Aucun                | Aucun        | Aucun                              |
| 2015  | Drapeau du Canada       | Thomas Chabot        | 18e au total | Sea Dogs de Saint-Jean (LHJMQ)     |
| 2015  | Drapeau des États-Unis  | Colin White          | 21e au total | États-Unis (USHL)                  |
| 2016  | Drapeau des États-Unis  | Logan Brown          | 11e au total | Spitfires de Windsor (LHO)         |
| 2017  | Drapeau du Canada       | Shane Bowers         | 28e au total | Black Hawks de Waterloo (USHL)     |
| 2018  | Drapeau des États-Unis  | Brady Tkachuk        | 4e au total  | Boston University (H-East)         |
| 2018  | Drapeau du Canada       | Jacob Bernard-Docker | 26e au total | Oilers d'Okotoks (LHJA)            |
| 2019  | Drapeau de la Finlande  | Lassi Thomson        | 19e au total | Rockets de Kelowna (LHOu)          |
| 2020  | Drapeau de l'Allemagne  | Tim Stützle          | 3e au total  | Adler Mannheim (DEL)               |
| 2020  | Drapeau des États-Unis  | Jake Sanderson       | 5e au total  | USNTDP U18 (USHL)                  |
| 2020  | Drapeau du Canada       | Ridly Greig          | 28e au total | Wheat Kings de Brandon (LHOu)      |
| 2021  | Drapeau des États-Unis  | Tyler Boucher        | 10e au total | USNTDP U18 (USHL)                  |
| 2022  | Aucun                   | Aucun                | Aucun        | Aucun                              |

## Dirigeants

### Entraîneurs-chefs
Les Sénateurs ont eu, depuis leur première saison, dix entraîneurs différents. Le tableau ci-dessous liste ces entraîneurs.
| No | Nom                | Engagement       | Départ           | Saison régulière | Saison régulière | Saison régulière | Saison régulière | Saison régulière | Saison régulière | Saison régulière | Séries éliminatoires | Séries éliminatoires | Séries éliminatoires | Séries éliminatoires | Remarques                       |
| No | Nom                | Engagement       | Départ           | PJ               | V                | D                | N                | DP               | P                | % V              | PJ                   | V                    | D                    | % V                  | Remarques                       |
| -- | ------------------ | ---------------- | ---------------- | ---------------- | ---------------- | ---------------- | ---------------- | ---------------- | ---------------- | ---------------- | -------------------- | -------------------- | -------------------- | -------------------- | ------------------------------- |
| 1  | Richard Bowness    | 15 juin 1992     | 20 novembre 1995 | 235              | 39               | 178              | 18               | -                | 96               | 20,4             | -                    | -                    | -                    | -                    |                                 |
| 2  | David Allison      | 21 novembre 1995 | 24 janvier 1996  | 25               | 2                | 22               | 1                | -                | 5                | 10,0             | -                    | -                    | -                    | -                    |                                 |
| 3  | Jacques Martin     | 24 janvier 1996  | 11 avril 2002    | 528              | 246              | 191              | 29               | 13               | 583              | 55,2             | 44                   | 17                   | 27                   | 38,6                 | Trophée Jack-Adams en 1998-1999 |
| 4  | Roger Neilson      | 11 avril 2002    | 13 avril 2002    | 2                | 1                | 1                | 0                | 0                | 2                | 50,0             | -                    | -                    | -                    | -                    |                                 |
| 5  | Jacques Martin     | 13 avril 2002    | 22 avril 2004    | 164              | 95               | 44               | 18               | 7                | 215              | 65,5             | 25                   | 14                   | 11                   | 56,0                 |                                 |
| 6  | Bryan Murray       | 22 avril 2004    | 18 juin 2007     | 164              | 100              | 46               | -                | 18               | 218              | 66,5             | 30                   | 18                   | 12                   | 60,0                 | Finale de la Coupe Stanley 2007 |
| 7  | John Paddock       | 18 juin 2007     | 27 février 2008  | 64               | 36               | 22               | -                | 6                | 78               | 60,9             | -                    | -                    | -                    | -                    |                                 |
| 8  | Bryan Murray       | 27 février 2008  | 13 juin 2008     | 18               | 7                | 9                | -                | 2                | 16               | 44,4             | 4                    | 0                    | 4                    | 0,0                  |                                 |
| 9  | Craig Hartsburg    | 13 juin 2008     | 2 février 2009   | 48               | 17               | 24               | -                | 7                | 41               | 42,7             | -                    | -                    | -                    | -                    |                                 |
| 10 | Cory Clouston (en) | 2 février 2009   | 9 avril 2011     | 198              | 95               | 83               | -                | 20               | 210              | 53,0             | 6                    | 2                    | 4                    | 33,3                 |                                 |
| 11 | Paul MacLean       | 14 juin 2011     | 8 décembre 2014  | 238              | 114              | 90               | -                | 35               | 263              | 55,3             | 17                   | 8                    | 9                    | 47,1                 | Trophée Jack-Adams en 2012-2013 |
| 12 | David Cameron      | décembre 2014    | 12 avril 2016    | 137              | 70               | 50               | -                | 17               | 157              | 62,5             | 6                    | 2                    | 4                    | 33,3                 |                                 |
| 13 | Guy Boucher        | 8 mai 2016       | 1er mars 2019    | 228              | 94               | 108              | -                | 26               | 214              | 46,9             | 19                   | 11                   | 8                    | 57,9                 |                                 |
| 14 | Marc Crawford      | 1er mars 2019    | 23 mai 2019      | 18               | 7                | 10               | -                | 1                | 15               | 41,7             | -                    | -                    | -                    | -                    |                                 |
| 15 | Denis Smith        | 23 mai 2019      | 18 décembre 2023 | 317              | 131              | 154              | -                | 32               | 294              | 46,4             | -                    | -                    | -                    | -                    |                                 |
| 16 | Jacques Martin     | 18 décembre 2023 | 7 mai 2024       | 56               | 26               | 26               | -                | 4                | 56               | 50,0             | -                    | -                    | -                    | -                    |                                 |
| 17 | Travis Green       | 7 mai 2024       |                  |                  |                  |                  |                  |                  |                  |                  |                      |                      |                      |                      |                                 |

### Directeurs généraux
| No | Nom                | Engagement       | Départ            | Remarques                       |
| -- | ------------------ | ---------------- | ----------------- | ------------------------------- |
| 1  | Melvin Bridgman    | 30 août 1991     | 15 avril 1993     |                                 |
| 2  | Randy Sexton (en)  | 15 avril 1993    | 11 décembre 1995  |                                 |
| 3  | Pierre Gauthier    | 11 décembre 1995 | 29 juin 1998      |                                 |
| 4  | Richard Dudley     | 30 juin 1998     | 8 juin 1999       |                                 |
| 5  | Marshall Johnston  | 8 juin 1999      | 30 juin 2002      |                                 |
| 6  | John Muckler       | 1er juillet 2002 | 18 juin 2007      | Finale de la Coupe Stanley 2007 |
| 7  | Bryan Murray       | 18 juin 2007     | 10 avril 2016     |                                 |
| 8  | Pierre Dorion (en) | 10 avril 2016    | 1er novembre 2023 |                                 |
| 9  | Steve Staios       | 1er janvier 2023 |                   |                                 |

## Records de l'équipe

### Sur une saison
- Points : 113 en 2002-2003 (82 matchs dans la saison)
- Victoires : 52 en 2002-2003
- Matchs nuls : 15 en 1996-1997, 1997-1998 et 1998-1999 (saisons avec 82 matchs)
- Défaites : 70 en 1992-1993 (84 matchs dans la saison)
- Buts : 312 en 2005-2006 (en 82 matchs)
- Buts contre : 397 en 1993-1994 (en 84 matchs)
- Le moins de points : 24 en 1992-1993
- Le moins de victoires : 10 en 1992-1993
- Moins de victoire à l'extérieur : 1 en 1992-1993
- Le moins de matchs nuls : 4 en 1992-1993
- Le moins de défaites : 21 en 2000-2001, 2002-2003 et 2005-2006
- Le moins de buts pour : 191 en 1995-1996
- Le moins de buts contre : 179 en 1998-1999

### Séquences

#### Victoires
- à domicile et à l'extérieur : 11 matchs au cours de la saison 2009-2010, du 14 janvier au 4 février
- à domicile : 9 en 2008-2009, du 5 mars au 7 avril
- à l'extérieur : 6 en 2002-2003, du 18 mars au 5 avril et 14 janvier au 3 février 2010

#### Sans défaites
- à domicile et à l'extérieur : 11 matchs (4 fois)
  - en 1998-1999 entre le 28 décembre et le 16 janvier (8 victoires et trois nuls)
  - en 2001-2002 entre le 25 octobre et le 22 novembre (9 victoires et deux nuls)
- à domicile : 12 matchs du 18 décembre 2003 au 24 janvier 2004 (10 victoires et 2 nuls/défaites en prolongation)
- à l'extérieur : 7 matchs (performance réalisée trois fois)

#### Défaites
- à domicile et à l'extérieur : 14 matchs sans victoires en 1992-1993, entre le 2 mars et le 7 avril
- à domicile :  11 matchs entre le 27 octobre et le 8 décembre 1993
- à l'extérieur : 38 matchs au cours de la saison 1992-1993, entre le 10 octobre et le 3 avril

#### Sans victoire
- à domicile et à l'extérieur : 21 matchs au cours de la saison 1992-1993 entre le 10 octobre et le 23 novembre (20 défaites et 1 match nul)
- à domicile : 17 matchs en 1995-1996 entre le 28 octobre et le 27 janvier (15 défaites et 2 nuls)
- à l'extérieur : 38 matchs au cours de la saison 1992-1993, entre le 10 octobre et le 3 avril (38 défaites)

### Autres records
- Blanchissages au cours d'une saison : 8 en 2002-2003 par Patrick Lalime.
- Minutes de Pénalité en une saison : 318 minutes en 1992-1993 par Mike Peluso.
- Nombre de buts en un match : 11 à 5 contre les Capitals de Washington le 13 novembre 2001